# Aspidium polyblepharon
Aspidium polyblepharon là một loài dương xỉ trong họ Tectariaceae. Loài này được Rom., Kze. mô tả khoa học đầu tiên năm 1848.
Danh pháp khoa học của loài này chưa được làm sáng tỏ. 